# Jean Peters
Elizabeth Jean Peters (East Canton, Ohio, 15 de octubre de 1926 - Carlsbad, California, 13 de octubre de 2000) fue una actriz de cine estadounidense. Se la recuerda por sus papeles en las películas Viva Zapata! (1952), Niagara (1953) y Pickup on South Street (1953).

## Biografía
Estudió magisterio, y trabajó durante un tiempo en esa profesión. 
En 1946 ganó un concurso de belleza en Ohio, y el premio consistió en un viaje a Hollywood. La 20th Century Fox la contrató inmediatamente, y un año más tarde ya actuó en El capitán de Castilla (Captain from Castile) junto a Tyrone Power. Esta película la lanzó a la fama como una de las actrices más atractivas del momento. A lo largo de su carrera coprotagonizó con las máximas figuras de Hollywood como Burt Lancaster, Marlon Brando, Richard Widmark.
Los estudios la encasillaron durante un tiempo en papeles de mujeres atractivas y sensuales, pero al mismo tiempo dinámicas y emprendedoras. 
Peters fue famosa por sus matrimonios, ya que estuvo casada en tres ocasiones con hombres notoriamente millonarios. Su primer marido fue Stuart Cramer III, un magnate del petróleo con el que estuvo casada apenas unos pocos meses para luego divorciarse. En 1957 se casó con Howard Hughes el famoso y excéntrico multimillonario empresario aeronáutico y se retiró del cine, estuvo casada 14 años, y le dio una enorme notoriedad además de haber sido beneficiada en su testamento con una verdadera fortuna. Su tercer marido fue Stan Hough, quien falleció tras 19 años de matrimonio.
Peters murió de una leucemia en Carlsbad, California, a los 74 años de edad.

## Filmografía
- El reverendo Peter, también conocida como Pasos de fe (1955)
- Broken Lance (1954)
- Apache (1954)
- Three Coins in the Fountain (Creemos en el amor, 1954)
- A Blueprint for Murder (1953)
- Vicki (1953)
- Manos peligrosas (1953)
- Niágara (1953)
- O. Henry's Full House (1952)
- Un grito en el pantano (1952)
- Wait Till the Sun Shines, Nellie (1952)
- Viva Zapata! (1952)
- La mujer pirata (1951)
- As Young as You Feel (1951)
- Take Care of My Little Girl (1951)
- Quiero a este bruto (1950)
- It Happens Every Spring (1949)
- Sombras en el mar (1948)
- El capitán de Castilla (1947)